# Dendroleon dumigani
Dendroleon dumigani är en insektsart som beskrevs av Tillyard 1916. Dendroleon dumigani ingår i släktet Dendroleon och familjen myrlejonsländor. Inga underarter finns listade i Catalogue of Life.